# Anthurium bellum
Anthurium bellum är en kallaväxtart som beskrevs av Heinrich Wilhelm Schott. Anthurium bellum ingår i släktet Anthurium och familjen kallaväxter. Inga underarter finns listade.